# Alwernia
Alwernia là một thị trấn thuộc huyện Chrzanowski, tỉnh Małopolskie ở nam Ba Lan. Thị trấn có diện tích 9 km². Đến ngày 1 tháng 1 năm 2011, dân số của thị trấn là 3379 người và mật độ 381 người/km².